# 虔誠
虔誠（在許多文化的傳統中）是一種美德，可能包括展現於宗教奉獻或靈性方面的身心深刻投入。不同文化中虔誠觀念中的一個共同要素是尊重的義務。 在宗教背景下，虔誠可以透過的深刻而嚴肅的活動或奉獻等來表達，但這可能因文化而異。
虔誠表示一種深深植根於一種信仰的態度，在相應宗教的教義上，這種態度以面向該信仰及其教義等的生活方式表達出來。 在基督教中，虔誠和靈性這兩個詞有時被用作同義詞；這個詞通常等同於對上帝的敬畏。
凡虔誠植根於一社會中之大眾生活，即為該社會一般人所認定的虔誠；如果它只是顯得既定、誇大或（明顯）偏離常見想法，人們可能會貶稱該現象為“偏執”或“偽善”等。

## 外部連結
- 虔誠 - 教育百科 （页面存档备份，存于）